# The Little Vampire
The Little Vampire (bra: O Pequeno Vampiro) é um filme de 2000 dirigido por Uli Edel sobre um um garoto que tenta salvar um jovem vampiro e sua família de um implacável caçador de vampiros.

## Elenco
- Jonathan Lipnicki .... Tony Thompson
- Rollo Weeks .... Rudolph
- Anna Popplewell .... Anna
- Richard E. Grant .... Frederick Sackville-Bagg
- Jim Carter .... Rookery
- Alice Krige .... Freda Sackville-Bagg
- Pamela Gidley.... Dottie Thompson
- Tommy Hinkley .... Bob Thompson
- Dean Cook .... Gregory

## Recepção
O filme foi uma bomba de bilheteria, arrecadando US$ 28 milhões contra seu orçamento de US$ 35 milhões.
No agregador de críticas dos Estados Unidos, o Rotten Tomatoes, na pontuação onde a equipe do site categoriza as opiniões da  grande mídia e da mídia independente apenas como positivas ou negativas, o filme tem um índice de aprovação de 55% calculado com base em 66 comentários dos críticos. Por comparação, com as mesmas opiniões sendo calculadas usando uma média aritmética ponderada, a nota alcançada é 5,5/10 que é seguida do consenso dizendo que "não consegue encontrar o tom certo, com seu roteiro confuso e nervoso e uma mistura mal executada de fofura e susto."
Em outro agregador de críticas também dos Estados Unidos, o Metacritic, que calcula as notas das opiniões usando somente uma média aritmética ponderada de determinados veículos de comunicação em maior parte da grande mídia, o filme tem uma pontuação de 45 entre 100, alcançada com base em  24 avaliações da imprensa anexadas no site, com a indicação de "revisões mistas ou neutras".